# Pašman
 Ovo je glavno značenje pojma Pašman. Za druga značenja pogledajte Pašman (razdvojba).
Pašman je otok na Hrvatskom jadranu, južno od Zadra.

## Zemljopisni položaj
Površinom od 60 km2 i s 70 km razvedene obale ubraja se među veće hrvatske otoke. S otokom Ugljanom povezan je mostom u prolazu Ždrelac, a od kopna ga dijeli Pašmanski kanal koji je na pojedinim mjestima širok svega 2 km. Time je ujedno i jedan od otoka koji su najbliže kopnu. Nalazi se u zadarskom arhipelagu, između gradova Zadra i Biograda.
Mediteranska klima je razvila bogati svijet flore i faune, mnoge vrste ljekovitog i aromatičnog bilja, a podmorje čuva i sve vrste školjaka i riba hrvatskog Jadrana.
More je čisto, plaže su šljunčane i kamenite, s bezbroj malih mulića. Kod Pašmana se morske struje mijenjaju svakih 6 sati i zbog toga je ovdašnje more među najčišćim na Jadranu. Na istočnoj strani otoka može se kupati među prirodnim stijenama s dugim kamenim platoima i kristalno čistim morem. Većina objekata nalazi se direktno uz samo more i plažu.

## Stanovništvo
Otok Pašman na svojih 60 km2 pokazuje kontinuitet življenja od prapovijesti. Današnja su naselja smještena na sjeveroistočnoj strani otoka: Ždrelac, Banj, Dobropoljana, Neviđane, Mrljane, Barotul, Pašman, Kraj, Ugrinić i Tkon.

### Administrativna podjela
Otok Pašman podijeljen je između dvije općine u sklopu Zadarske županije - Tkon i Pašman.

## Prometna povezanost
Na otok se stiže trajektima iz Zadra, linijom Zadar-Preko (otok Ugljan) te dalje državnom cestom D110 i mostom u mjestu Ždrelcu. Druga trajektna linija polazi iz Biograda i vodi do mjesta Tkona na Pašmanu. Sva mjesta na otoku Pašmanu povezana su otočnom cestom.
Od otoka Ugljana, s kojim je još u nedavnoj prošlosti bio spojen plićinom koja se mogla pregaziti, dijeli ga kanal Mali Ždrelac prokopan 1883. godine, a 1979. produbljen do dubine od 4 metra i premošćen mostom u mjestu Ždrelcu. Most je obnovljen i napravljen većim 2010. godine.

## Povijest
Godine 1190. se kod Pašmana odvila pomorska bitka između zadarskih i mletačkih pomorskih snaga, u kojima su zadarske snage izvojevale pobjedu.

## Gospodarstvo
Pašman je poznat po prekrasnim pješčanim plažama i borovim šumama na sjevernoj strani otoka okrenutoj prema kopnu, koja je jedina nastanjena. Pašmanska mjesta su mala i tiha i zbog toga kao stvorena za odmor i opuštanje. U svim pašmanskim malim selima ima nekoliko trgovina, konoba i ostalih uslužnih djelatnosti. Južna strana otoka obiluje nedodirnutom prirodom, brojnim uvalama, modrim morem, starim ribarskim kućama i to sve s pogledom na Kornate. Ova strana otoka je bez prometnica i kao takva vrlo popularna za robinzonski odmor.
Većina od 3100 stanovnika tipičnih otočnih mjesta tradicionalno se bavi ribarstvom i poljodjeljstvom, u novije vrijeme i turizmom. Razvijena je bogata turistička ponuda: sobe I. i II. kategorije, apartmani, kuće za odmor, pansioni, auto kampovi, konobe i restorani u kojima vrijedi kušati plodove mora i pôlja, ekološki zdravog otoka Pašmana.

## Znamenitosti
Po otoku ima nekoliko zahtjevnih brdskih biciklističkih staza. Preporučuje se pješačko-biciklistički izlet na brdo V. Bokolj na otoku Pašmanu otkuda se pruža prekrasan pogled na Kornate, susjedne otoke, pašmanski kanal, Biograd i okolicu. Vrijedi posjetiti i dva samostana: franjevački samostan sv. Dujma u mjestu Kraj i benidiktinski samostan sv. Kuzme i Damjana na brdu Ćokovcu iznad mjesta Tkona. S Pašmana se može zaputiti i na izlete do obližnjih gradova Zadra i Biograda, kao i do svih susjednih mjesta na otoku Pašmanu i Ugljanu te upoznati njihove zanimljivosti i svakodnevne navike.

## Sport
Domaćin je, po broju sudionika, najveće međunarodne treking utrke u Hrvatskoj - Škraping, koja se održava tijekom ožujka. Škraping je nositelj oznake „Hrvatski otočni proizvod“.

## Vanjske poveznice
|  | Zajednički poslužitelj ima još gradiva o temi Pašman |